# 新竹北極殿
新竹北極殿，又稱客雅北極殿，位於新竹市北區中山路344巷14之1號，為主祀玄天上帝之廟宇。
建廟至今已有近200年之歷史，當地人稱「上帝公宮」(台語：Siōng-tè-kong-king)

## 沿革
北極殿原稱「客雅上帝公宮」，據《台灣文獻史料叢刊》記載：
北極殿，在縣城西門外隙仔莊，光緒年間建，廟宇八坪，地基二十九坪
《新竹文獻通訊》與《新竹縣志》則記載北極殿係於道光九年竹塹城竣成後，由林光成倡捐建造。目前廟內則有道光年間之「北極大帝」匾作為建廟年份之佐證。
民國三十九年北極殿重修改建，由當地信眾發起募捐重建，民國五十七年三月正式落成，即今日廟宇格局結構。
民國六十五年塑造康、趙元帥神尊；隔年(民國六十六年)塑造玄天上帝(大帝、二帝、三帝)、三法主、三千歲等神尊

## 奉祀神靈
主祀玄天上帝，左右神龕配祀三法主、三千歲；正殿神龕前兩側奉祀康、趙元帥
大殿兩側妝祀有三十六天罡，以官將分佈山巖造型呈現。

廟門兩側則有祀立有康、趙元帥之神將

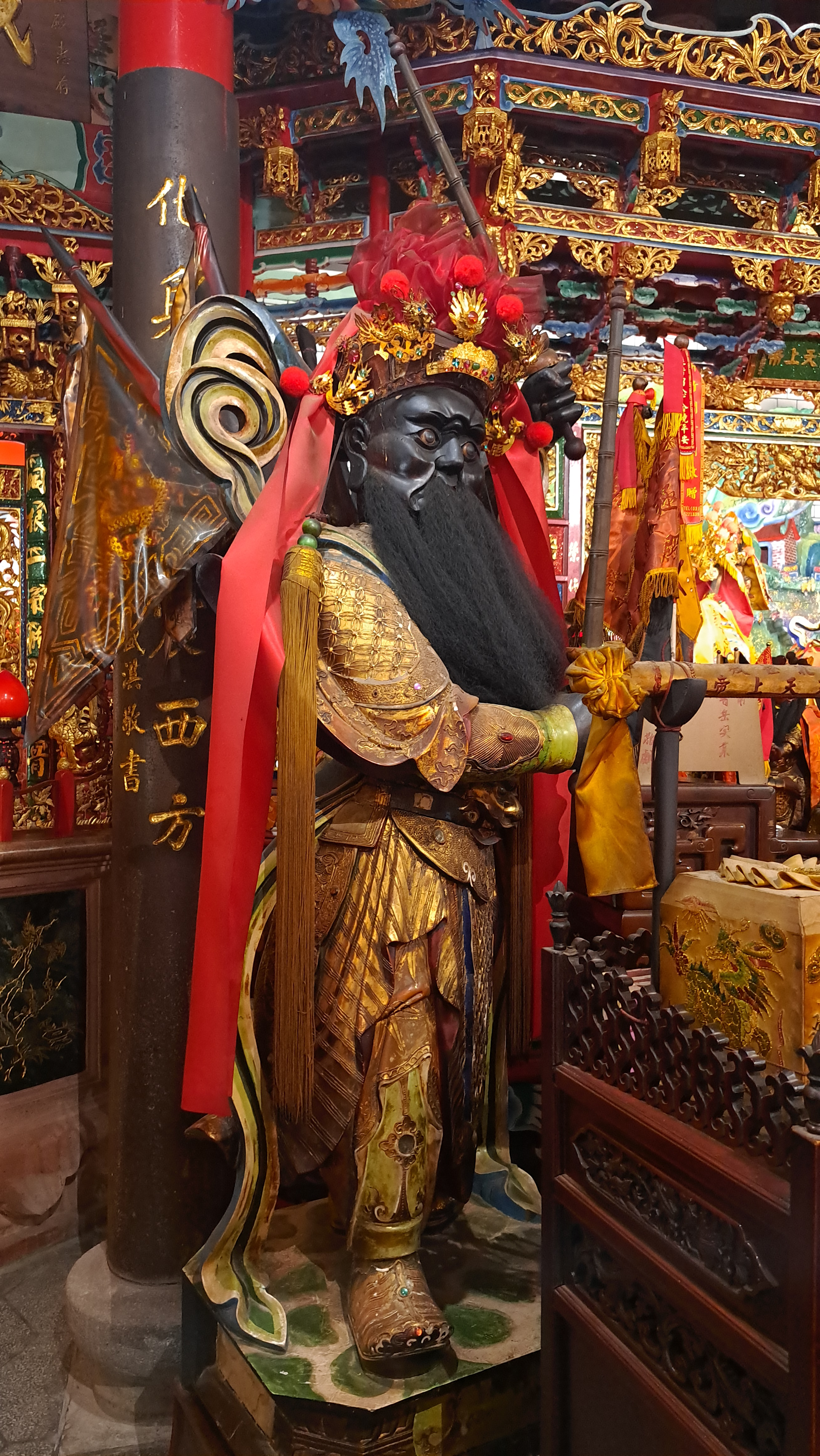
趙元帥 神像
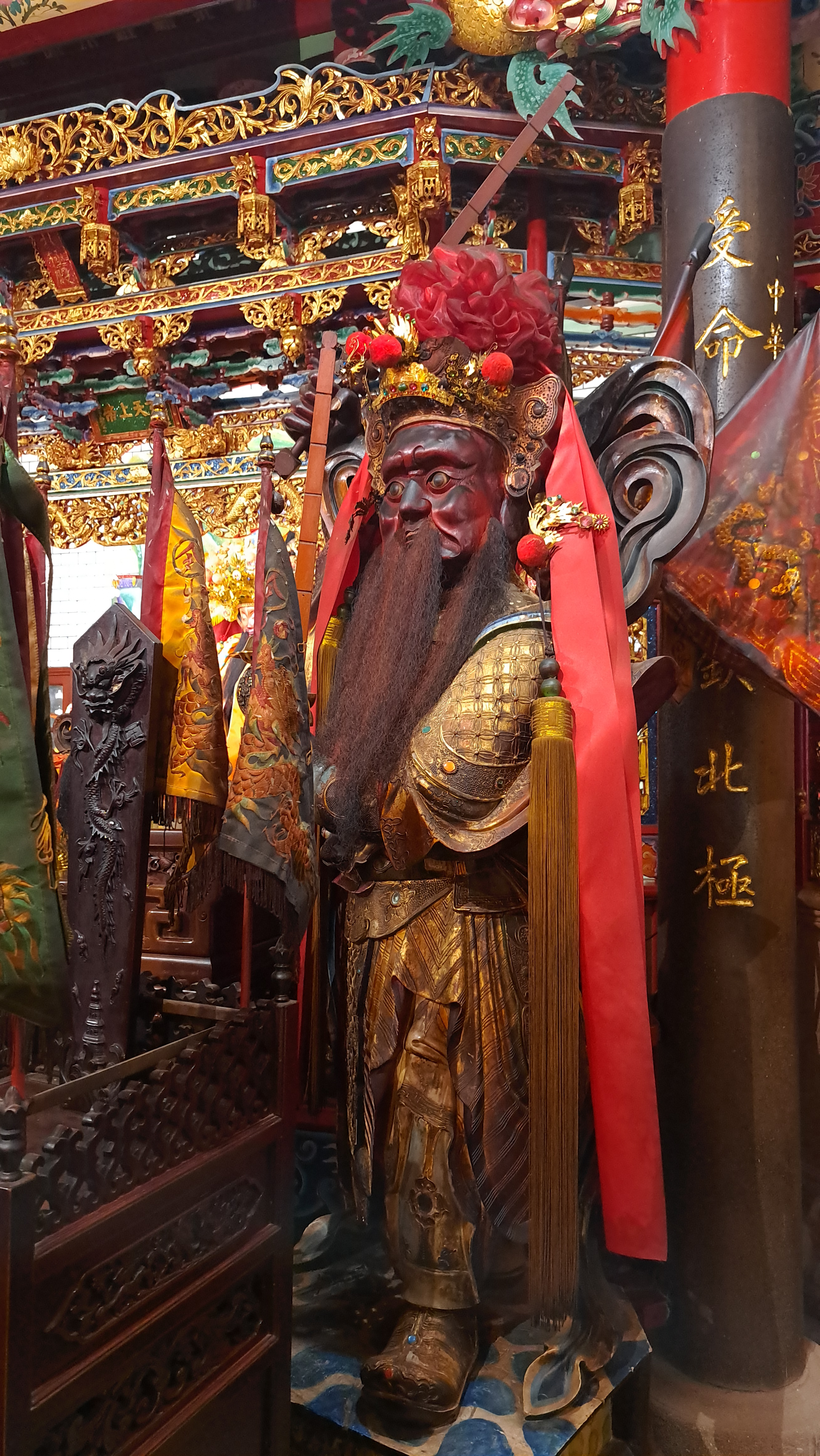
康元帥 神像

## 文物

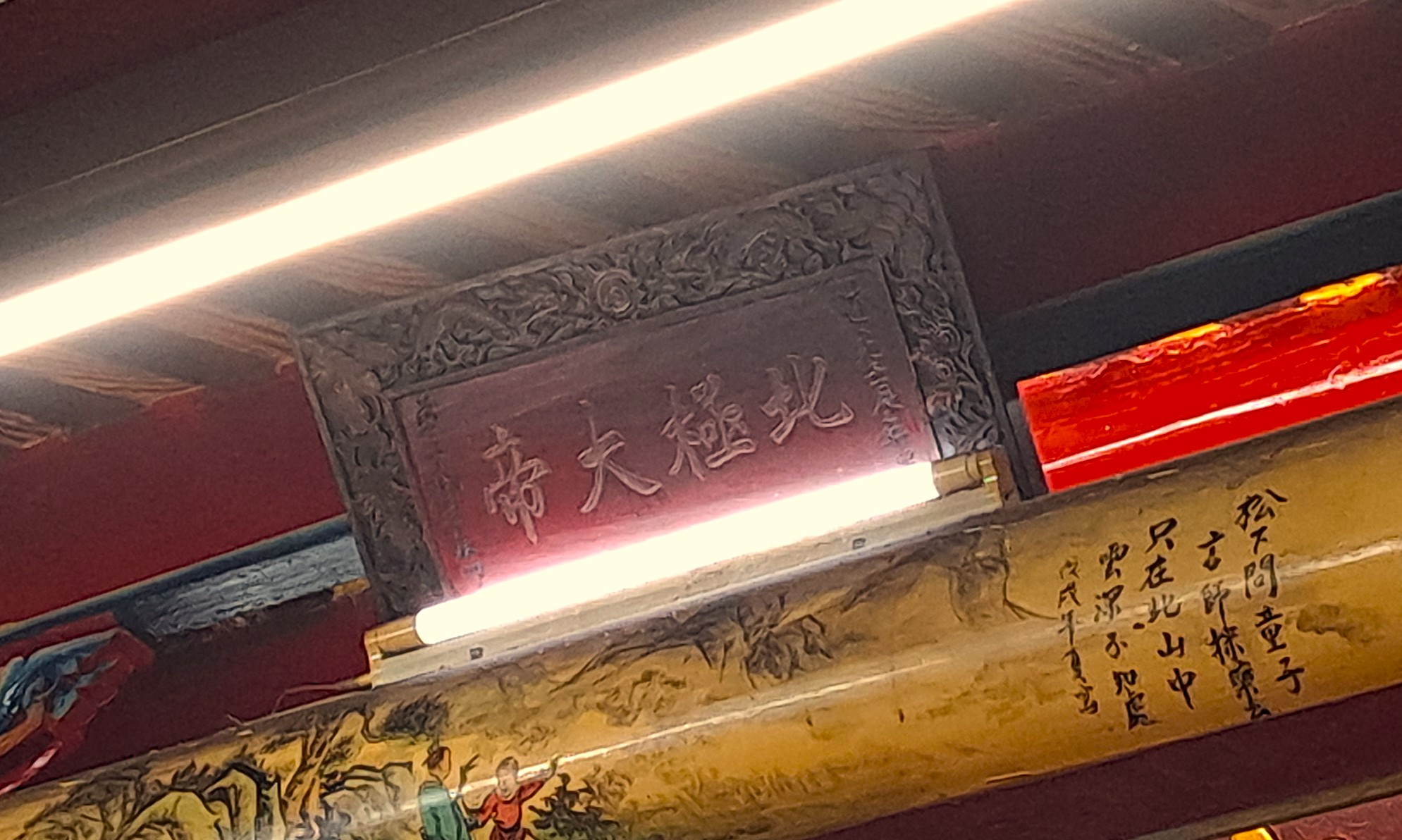
「北極大帝」匾額，懸掛於正殿天井前，為目前所知最早之匾額

### 匾額
- 「北極大帝」匾：廟內現存最早匾額，落款有「清道光壬辰年」與「弟子林桂森敬獻」等落款，為北極殿建廟年代之證明
- 「紫霄圓道」匾
- 「光昭宇宙」匾

## 外部連結
- 新竹北極殿Facebook專頁

## 其他
- 上帝公廟站：新竹市中山路上的公車站點，即是以北極殿為命名依據